# Тункин, Григорий Иванович
Григо́рий Ива́нович Ту́нкин (30 сентября (13 октября) 1906, д. Чамово (Шенкурский уезд Архангельской губернии, ныне — Виноградовский район Архангельской области) — 23 августа 1993, Москва) — советский и российский юрист-международник. Доктор юридических наук, профессор, член-корреспондент АН СССР (26.11.1974).
Почётный доктор Парижского (Pantheon-Sorbonne) и Будапештского университетов. Лауреат Государственной премии СССР (1987). Заслуженный деятель науки РСФСР (1972). Член КПСС с 1939 года.

## Биография
В 1928 году окончил Лесной техникум. Окончил Московский юридический институт, где учился в 1932—1935 годах, затем там же в аспирантуре.
После окончания аспирантуры недолго проработал в Наркомате ВМФ СССР, затем с января 1939 года работал в Институте государства и права АН СССР, после чего с октября 1939 года по 1965 год проработал в МИД СССР, где в 1952—1965 годах возглавлял Договорно-правовой отдел.
В 1938 году защитил кандидатскую диссертацию «Парламентская реформа 1832 года в Англии» (Московский юридический институт). В 1954 году защитил докторскую диссертацию «Корейская проблема после Второй мировой войны в свете международного права».
В 1957—1966 годах член Комиссии международного права ООН. Основатель в 1957 году и до своей кончины председатель Советской ассоциации международного права.
Преподавал в Московском юридическом институте (где заведовал кафедрой теории и истории государства и права), Московском государственном университете, Высшей дипломатической школе (где заведовал кафедрой правовых наук), Московском институте международных отношений. Среди его учеников сменивший его на посту заведующего кафедрой в МГУ — Лев Шестаков и другие.
С осени 1965 года до своей кончины возглавлял кафедру международного права МГУ.
Похоронен на Троекуровском кладбище (уч. 3).
Супруга — Итта Ефимовна Тункина (1912—2000), сын Владимир (род. 1940) — физик, профессор МГУ.

## Основные работы
- «Основы современного международного права» (1956);
- «Вопросы теории международного права» (1962);
- «Идеологическая борьба и международное право» (М., 1967);
- «Теория международного права» (М., 1970, 2000, 2009);
- International Law in the International System by G. Tunkin. Sijthoff &Noordhoff. The Nitherlands, 1975;
- «Международное право» (1982; ред. и соавт.);
- «Право и сила в международной системе» (М., 1983);
- Понятие, предмет и система международного права / Отв. ред. Р. А. Мюллерсон, Г. И. Тункин. М., 1989;
- «Записные книжки юриста-международника», (М. — СПб., 2014).

## Награды
- 3 ордена Трудового Красного Знамени (05.11.1945; 1948; 1975)
- 2 ордена «Знак Почёта» (03.11.1944; 1954)
- Серебряная медаль ВДНХ (12.02.1973) — за создание монографии «Теория международного права»[5]
- медали
- корейский орден Государственного флага

## Память
В его память учреждена медаль им. Г. И. Тункина.